# Internationale Regatta van Sport Gent
De Internationale Regatta van Sport Gent is een internationale roeiwedstrijd die gehouden wordt op de Watersportbaan van Gent. De Koninklijke Roeivereniging Sport Gent is de organisator van deze regatta. De naamgeving is international meestal Ghent May Regatta. De deels geleende term May Regatta is afkomstig van de Engelse naamgeving die een halve eeuw geleden op Hemelvaartsdag werd gehouden bij Terdonk (Kluizen) en een massale publiekstrekker was. Vanaf de tachtiger jaren van vorige eeuw werd de in de UK bekende term May Regatta of Ghent  door de talrijk deelnemende Engelsen spontaan gebruikt.